# Wedge Tomb von Greenan

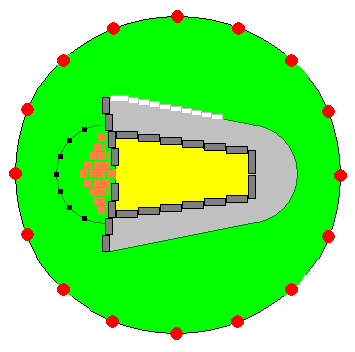
Prinzipskizze Wedge Tomb am Beispiel von Island

Vom atypischen Wedge Tomb von Greenan (irisch An Grianán) im County Fermanagh in Nordirland nahe bei Swanlinbar im County Cavan in der Republik Irland hat insbesondere die Rückfront überlebt. Wedge Tombs (deutsch „Keilgräber“), früher auch „wedge-shaped gallery grave“ genannt, sind ganglose, mehrheitlich ungegliederte Megalithbauten der späten Jungsteinzeit und der frühen Bronzezeit.
Beim Wedge Tomb von Greenan sind zwei Decksteine erhalten, die aber einseitig in die Kammer verstürzt sind. Die nach Westen gerichtete Frontseite liegt hangaufwärts. Etwa 4,0 Meter östlich (hangabwärts) sind einige ehemalige Randsteine in einer verfallenen Feldmauer verbaut. Im Süden gibt es zwei Kammern, die in der Größe der Hauptkammer gleichen, aber möglicherweise später hinzugefügt wurden. Eine der Kammern ist mit Hügelmaterial gefüllt. Bereiche der  Doppelwand existieren zu beiden Seiten. Der decksteinlose Portikus wird von der Hauptkammer durch einen Schwellstein getrennt, während die beiden Nebenkammern durch hohe seitliche Platten getrennt sind.